# Вашингтонско училище по психиатрия
Вашингтонското училище по психиатрия (Washington School of Psychiatry) е нестопанска образователна организация, която се намира във Вашингтон, САЩ.
Основано е през 1936 година от група, водена от Хари Стек Съливан (1892-1949).
Занимава се с обучение на психотерапевти по психодинамична теория, психоанализа и др. Има подразделение в Ню Йорк, за чието създаване през 1940-те години способства Ерих Фром.